# بيغ جاك جونسون
بيغ جاك جونسون (بالإنجليزية: Big Jack Johnson)‏ هو مغني وكاتب أغاني وعازف قيثارة أمريكي، ولد في 30 يوليو 1940 في كلاركسديل في الولايات المتحدة، وتوفي في 14 مارس 2011 في ممفيس في الولايات المتحدة.

## وصلات خارجية
- بيغ جاك جونسون على موقع IMDb (الإنجليزية)
- بيغ جاك جونسون على موقع ألو سيني (الفرنسية)
- بيغ جاك جونسون على موقع ميوزك برينز (الإنجليزية)
- بيغ جاك جونسون على موقع أول ميوزيك (الإنجليزية)
- بيغ جاك جونسون على موقع ديسكوغز (الإنجليزية)
- بيغ جاك جونسون على موقع قاعدة بيانات الفيلم (الإنجليزية)
- بيغ جاك جونسون على موقع كينوبويسك (الروسية)